# Immerwährender Reichstag

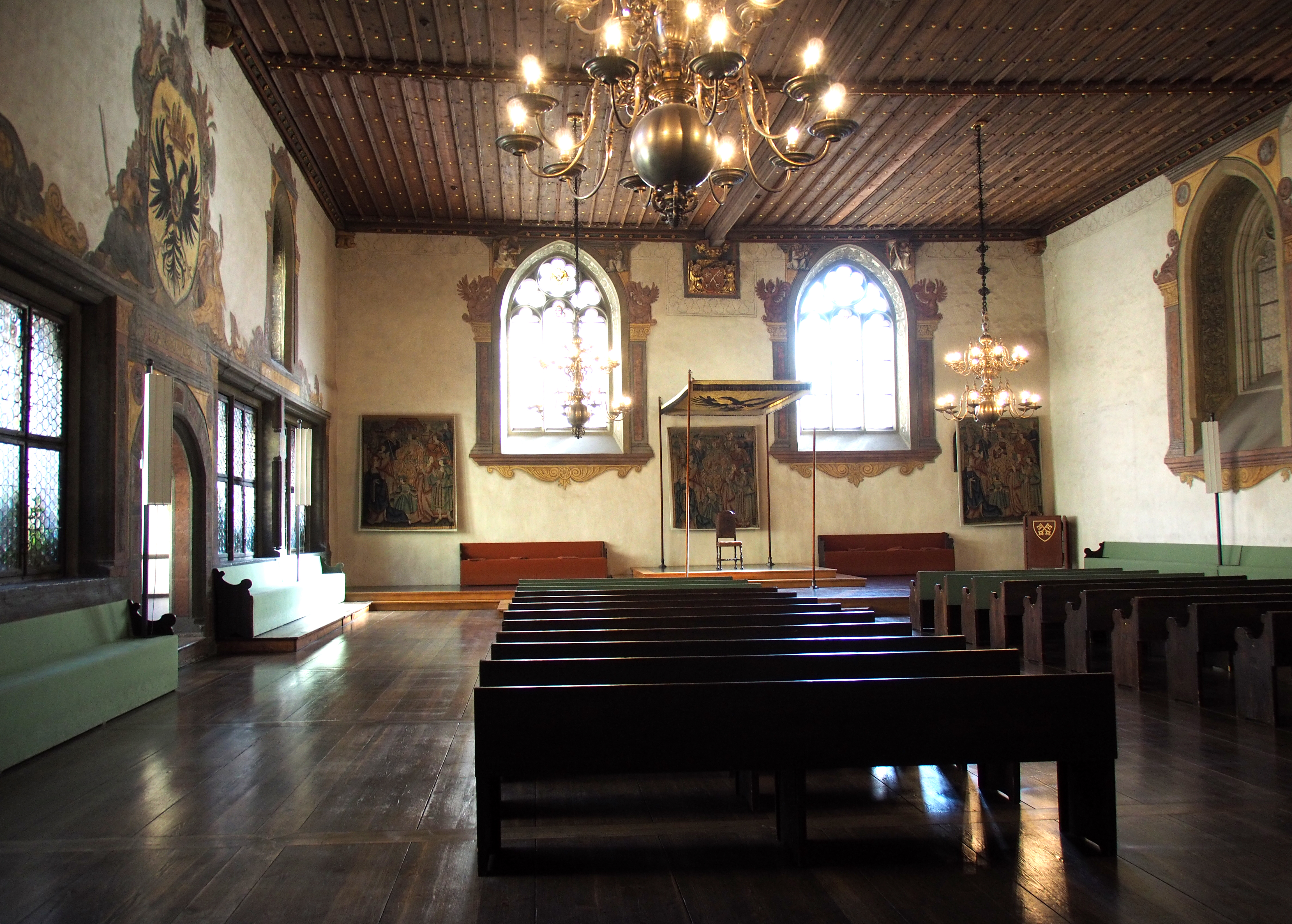
Reichssaal im Alten Rathaus Regensburg (2016)

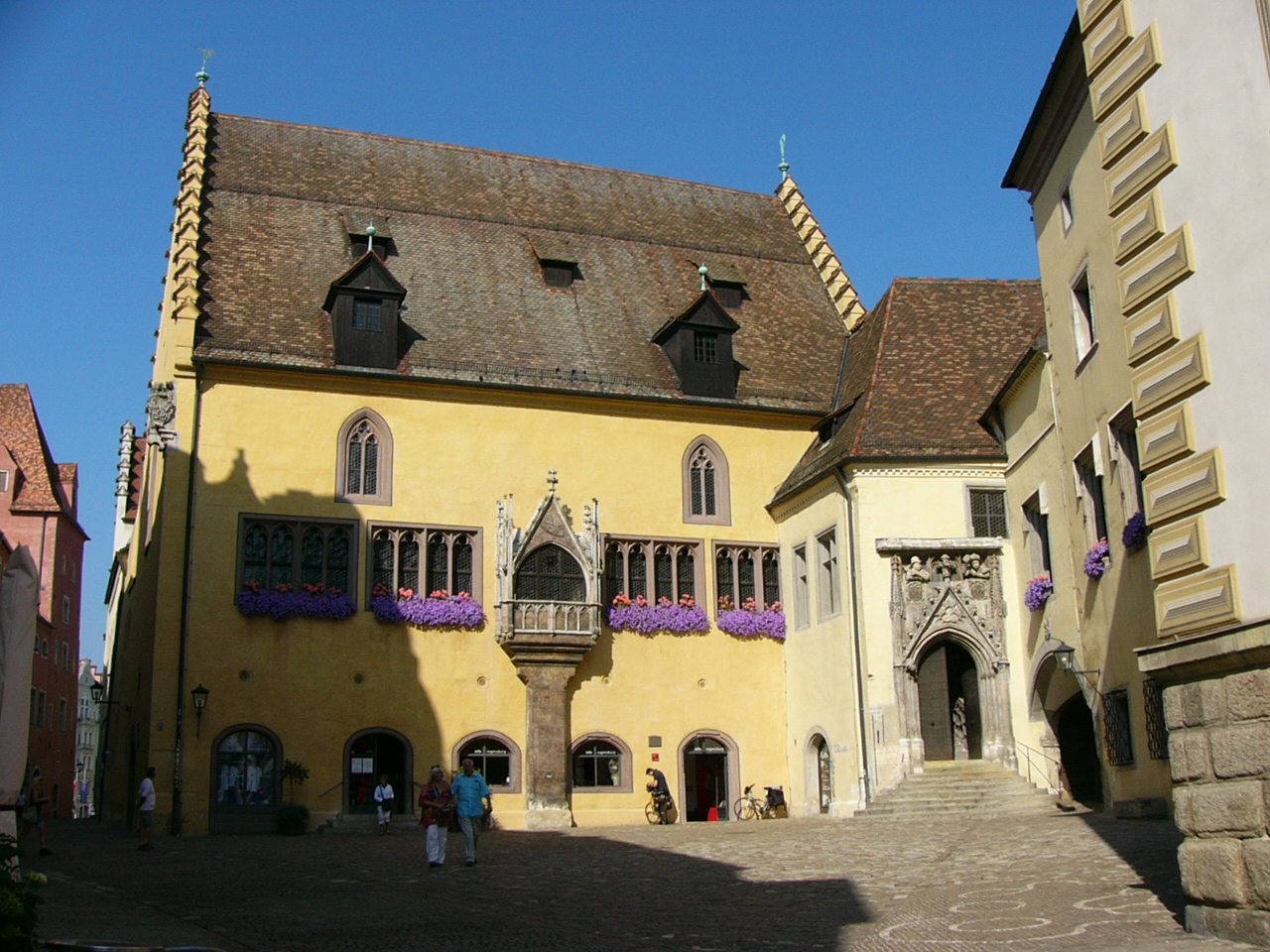
Altes Rathaus, Regensburg

Der Immerwährende Reichstag war von 1663 bis 1806 die Bezeichnung für eine dauerhafte Versammlung der Reichsstände im Heiligen Römischen Reich. Die Versammlung tagte im Reichssaal und in weiteren Sälen des Alten Rathauses in Regensburg. Die Säle sind im ursprünglichen Zustand erhalten und auch im Rahmen von Führungen zugänglich.
Während der Reichstag in den Jahren  zuvor in unregelmäßigen Abständen in verschiedenen Städten getagt hatte, fand er ab 1594 nur noch in Regensburg statt. Nach der 1663 beginnenden Sitzung wurde die Versammlung nicht mehr aufgelöst und daraufhin als Immerwährender Reichstag bezeichnet.
Die letzte Tagung des Immerwährenden Reichstags begann im März 1803. Verhandelt und angenommen wurde der sogenannte Reichsdeputationshauptschluss, in dem die Neuordnung des Reiches vereinbart wurde. 1806 erfolgte dann die endgültige Auflösung des Reiches.

## Geschichte

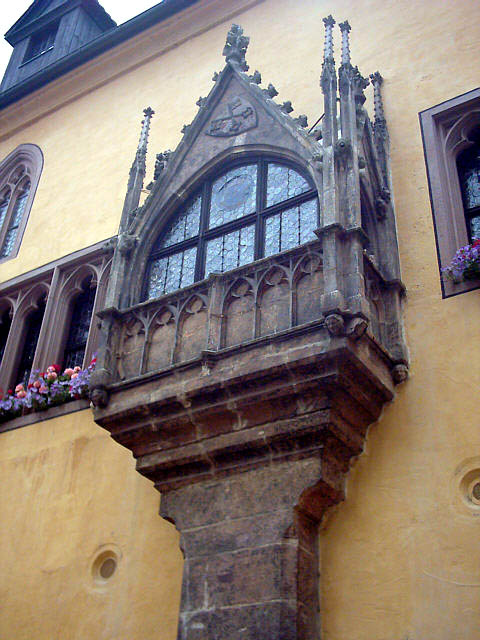
Altes Rathaus, Erker des Reichssaals

Der Reichstag von 1663 war vorab nicht als „immerwährend“ geplant worden. Die Reichsstände kamen am 20. Januar 1663 zusammen, um über die Gefahr, die durch die Türken an der östlichen Reichsgrenze entstanden war, zu beraten. Kaiser Leopold I. benötigte für die Verteidigung Geld. Daneben wurde der schon länger schwelende Streit zwischen der Kurie der Reichsfürsten und der Kurfürsten thematisiert. Die zusammengeschlossenen Reichsfürsten drängten auf eine Beteiligung an der Ausarbeitung der Wahlkapitulation, lateinisch ius adcapitulandi, und der Königswahl. Im Kern ging es um die Frage, ob die Kurfürsten exklusiv die Wahlkapitulation mit dem zukünftigen Kaiser aushandeln durften und damit faktisch auch die Reichsverfassung ändern konnten, ohne dass der Reichstag mit seiner nach Meinung der Fürsten alleinigen Gesetzgebungskompetenz eingebunden worden war.
Wegen der langen Reichstagsdebatten sollte der Einfachheit halber eine Kapitulation verabschiedet werden, die dann für alle späteren Könige und Kaiser gelten sollte, eine Capitulatio perpetua. Dieser Streit, der vordergründig den Führungsanspruch der Kurfürsten negierte, war aber auch von grundlegender Bedeutung. Denn in solch einer Kapitulation ließen sich theoretisch alle möglichen Fragen regeln, wie zum Beispiel die Modalitäten über die Erklärung der Reichsacht. Der Streit um die Wahlkapitulation war also ein Streit um das Recht, Gesetze zu erlassen, und deren Inhalte zu gestalten. Daneben sollte der Reichstag auch liegengebliebene Probleme des Dreißigjährigen Krieges beraten, die im Jüngsten Reichsabschied des vorhergehenden Reichstages von 1653 nicht vollständig gelöst worden waren.
Daraus erwuchs nun eine Permanenz des laufenden  Reichstages. Im dritten Jahr des Reichstages drängte  der Kaiser  die Stände zu größerer Eile. Im fünften Jahr drängten die Stände den Kaiser, einen Schlusstermin zu benennen. Als dann der vorgeschlagene  Schlusstermin im sechsten Jahr nahte, entschloss man sich, den Termin erneut aufzuschieben, um nicht zu der ganzen Nation Schimpf und Schande auseinanderzugehen. Letztendlich fand man sich damit ab, dass man noch länger zusammensitzen und tagen wollte. Als dann in den 1670er Jahren die Verteidigung der westlichen Reichsgrenze gegen Frankreich auf die Tagesordnung kam, war die Versammlung schon  zu einer immerwährenden Versammlung geworden, auch wenn man noch auf einen reputirlichen Reichsabschied hoffte. Da es keine förmliche Beendigung des Reichstages gab, wurden Beschlüsse auch nicht mehr als Reichsabschiede gefasst – der letzte Abschied von 1654 ging als Jüngster Reichsabschied in die Geschichte ein –, sondern in Form von Reichsschlüssen verabschiedet.
Beachtenswert ist, dass seit der Umwandlung des Reichstags in den Immerwährenden Reichstag die regierenden Landesherren kaum noch selbst vor Ort anwesend waren, sondern sich durch sogenannte Komitialgesandte vertreten ließen, die in Regensburg häufig mit Familien sesshaft wurden. Damit handelte es sich also um einen Gesandtenkongress. Der Kaiser selbst wurde ebenfalls durch kaiserliche Prinzipalkommissare vertreten, die ab 1748 durchgehend der Familie Thurn und Taxis angehörten. Auf diese Weise wurde Regensburg zum Sitz von etwa 70 Komitialgesandtschaften von Staaten, die Landbesitz im Heiligen Römischen Reich hatten und von reichsunmittelbaren deutschen Fürstentümern, Reichsstädten und Reichsklöstern. Viele besonders der protestantischen Gesandten lebten mit ihren Familien in der Stadt und wurden im Todesfall, wie auch ihre Ehefrauen und Kinder, im Stadtgebiet  auf dem protestantischen Gesandtenfriedhof hinter der Dreieinigkeitskirche begraben, 20 von ihnen in Grabstätten mit großen Barockepitaphien.
Die katholischen Gesandten wurden in den Kirchen von Klöstern bestattet, viele im Kloster Sankt Emmeram.
Als die in Europa im Jahr 1713 ausgebrochene Pest auch Regensburg erfasste, wurde der Immerwährende Reichstag in den Jahren 1713 und 1714 vorübergehend in Augsburg abgehalten. Seit 1740 begannen die beiden größten Territorialkomplexe des Reiches, das Erzherzogtum Österreich und Brandenburg-Preußen, immer mehr aus dem Reichsverband herauszuwachsen. Die zwei Schlesischen Kriege gewann Preußen und erhielt Schlesien, während der Österreichische Erbfolgekrieg zu Gunsten Österreichs endete. Während des Erbfolgekrieges kam mit Karl VII. ein Wittelsbacher auf den Thron, was die Verlegung der Sitzungen nach Frankfurt am Main auslöste.
Im Ersten Koalitionskrieg zwischen 1792 und 1797 war auch das Reich Kriegsteilnehmer gegen das revolutionäre Frankreich. Kaiser Franz II. hatte nach der Niederlage im Ersten Koalitionskrieg zwar in seiner Eigenschaft als König von Ungarn und Erzherzog von Österreich gehandelt und Territorien seiner Erblande an das revolutionäre Frankreich abgetreten. Er hatte allerdings auch die Zusage gegeben, linksrheinische Territorien des Reichs  abzutreten. Der Rastatter Kongress, der von 1797 bis 1799 tagte, sollte die Ausführung dieser Beschlüsse des Friedens von Campo Formio bringen. Hierzu entsandte der Reichstag eine Reichsdeputation. Angesichts der paradoxen Situation, dass mit Preußen und Österreich die beiden größten und mächtigsten Reichsstände bereits Frieden geschlossen hatten, sah sich die Reichsdeputation gezwungen, dem Abtretungs- und Entschädigungsplan zuzustimmen. Deren Aufgabe war nur noch, zu beschließen, welche weltlichen Fürsten entschädigt werden sollten und welche geistlichen Territorien als Verfügungsmasse dienen sollten. Beim Ausbruch des Zweiten Koalitionskrieges gegen Frankreich wurde der Rastatter Kongress 1799 abgebrochen, und es kam zu keinem rechtskräftigen Friedensschluss. Der Zweite Koalitionskrieg wurde 1801 durch den Frieden von Lunéville beendet, in dem Franz II. nun auch als Reichsoberhaupt der Abtretung der linksrheinischen Gebiete zustimmte. In diesem Frieden traf man aber keine genauen Festlegungen für die anstehenden „Entschädigungen“. Der Reichstag stimmte dem Frieden zu und billigte auf seiner Sitzung am 25. Februar 1803 den ausgehandelten Reichsdeputationshauptschluss, der zu seinen tiefgreifendsten Beschlüssen zählte und den fortschreitenden Niedergang des Heiligen Römischen Reichs während der ersten drei Napoleonischen Kriege (1800–1806) besiegelte.
Am 11. August 1804 verkündete Kaiser Franz II. in Reaktion auf französischen Druck zusätzlich zu seinem Titel als Kaiser des Heiligen Römischen Reiches „für Uns und Unsere Nachfolger […] den Titel und die Würde eines erblichen Kaisers von Österreich“ anzunehmen, der Reichstag wurde in diesen Schritt nicht offiziell eingebunden. Er arbeitete dennoch bis zur Auflösung des Reichs 1806 weiter. Am 12. Juli 1806 gründeten aber Kurmainz, Bayern, Württemberg, Baden, Hessen-Darmstadt, Nassau, Kleve-Berg und weitere Fürstentümer mit Unterzeichnung der Rheinbundakte in Paris den Rheinbund, als dessen Protektor Napoleon fungierte, und erklärten am 1. August den Austritt aus dem Reich. Am 6. August verkündete der Kaiser den Verzicht auf die Reichskrone. In der Abdankung heißt es, dass der Kaiser sich nicht mehr in Lage sehe, seine Pflichten als Reichsoberhaupt zu erfüllen, dementsprechend erklärte er:

„daß Wir das Band, welches Uns bis jetzt an den Staatskörper des deutschen Reichs gebunden hat, als gelöst ansehen, daß Wir das reichsoberhauptliche Amt und Würde durch die Vereinigung der conföderirten rheinischen Stände als erloschen und Uns dadurch von allen übernommenen Pflichten gegen das deutsche Reich losgezählt betrachten, und die von wegen desselben bis jetzt getragene Kaiserkrone und geführte kaiserliche Regierung, wie hiermit geschieht, niederlegen.“

Die Gesandten des Reichstags in Regensburg gingen in der Folgezeit auseinander, ohne noch einen Beschluss zu fassen. Die meisten Gesandten verließen mit ihren Familien Regensburg, was die Bevölkerungsstruktur der Stadt, die Wohn- und Beschäftigungsverhältnisse erheblich veränderte und Einkommensstruktur und Wirtschaftskraft der Stadt verschlechterte. In der Stadt wohnhaft blieben nur wenige Gesandte wie z. B. der preußische Gesandte Johann Eustach von Görtz oder, wie im Fall verstorbener Gesandter, deren Ehefrauen, wie z. B. im Fall des verstorbenen schwedischen Gesandten Magnus Olof Björnstjerna. Die Grabstätten und Denkmäler der in Regensburg verstorbenen protestantischen Gesandten haben sich alle auf dem sog. Gesandtenfriedhof erhalten.